# 웹 배너

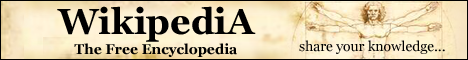
468×60 크기의 일반적인 웹 배너

웹 배너(영어: web banner) 또는 배너 광고는 월드 와이드 웹 상의 온라인 광고의 일종이다. 간단히 배너 애드(영어: banner ad)로 줄여서 말하기도 한다. 이러한 형태의 온라인 광고는 웹 페이지에 광고를 추가하는 것이다. 광고주의 웹사이트에 링크하여 웹사이트로의 트래픽을 이끌어내는 것이 목적이다.
웹 배너는 기존 광고의 기능과 동일한 방식으로 작동한다. 즉, 소비자에게 제품이나 서비스를 알리고 소비자가 문제의 제품을 선택해야 하는 이유를 제시한다. 이 사실은 연구원인 렉스 브리그스(Rex Briggs)와 나이젤 홀리스(Nigel Hollis)가 1996년 핫와이어드(HotWired)에 처음으로 기록했다. 웹 배너는 광고 캠페인 결과를 실시간으로 모니터링할 수 있고 시청자의 관심 사항을 타겟팅할 수 있다는 점에서 다르다. 클릭 태그를 사용하여 행동을 추적하는 경우가 많다. 많은 웹 서핑자들은 이러한 광고가 웹 페이지의 실제 콘텐츠를 방해하거나 대역폭을 낭비하기 때문에 짜증나는 것으로 간주한다. 어떤 경우에는 웹 배너가 사용자가 보고 싶어하는 화면 내용을 가리기도 한다. 최신 웹 브라우저에는 팝업을 비활성화하거나 선택한 웹 사이트의 이미지를 차단하는 소프트웨어 "광고 차단기" 옵션이 포함되어 있는 경우가 많다. 배너를 피하는 또 다른 방법은 Privoxy와 같이 배너를 차단하는 프록시 서버를 사용하는 것이다. 웹 브라우저에는 배너를 차단하는 확장 기능이 있을 수도 있다(예: Mozilla Firefox용 Adblock Plus, Google Chrome용 AdThwart 및 Internet Explorer용 ie7pro).

## 표준 크기
미국 온라인 광고 협회(Interactive Advertising Bureau)에 따르면 표준화된 광고 크기는 다음과 같다:

IAB 표준 광고 크기. 알림: 이 그림은 축소형이다.실제 크기 보기.

| 이름                                    | 너비 / px       | 높이 / px       | 가로세로비      |
| 직사각형과 팝업                         | 직사각형과 팝업 | 직사각형과 팝업 | 직사각형과 팝업 |
| --------------------------------------- | --------------- | --------------- | --------------- |
| 가운데 직사각형                         | 300             | 250             | 1.2             |
| 직사각형 팝업                           | 250             | 250             | 1               |
| 수직 직사각형                           | 240             | 400             | 1.67            |
| 큰 직사각형                             | 336             | 280             | 1.2             |
| 직사각형                                | 180             | 150             | 1.2             |
| 3:1 직사각형                            | 300             | 100             | 3               |
| 팝 언더(Pop-Under)                      | 720             | 300             | 2.4             |
| 배너 및 단추                            |                 |                 |                 |
| 꽉찬 배너                               | 468             | 60              | 7.8             |
| 절반 배너                               | 234             | 60              | 3.9             |
| 마이크로 바                             | 88              | 31              | 2.84            |
| 단추 1                                  | 120             | 90              | 1.33            |
| 단추 2                                  | 120             | 60              | 2               |
| 수직 배너                               | 120             | 240             | 2               |
| 사각 단추                               | 125             | 125             | 1               |
| 리더보드 (Leaderboard)                  | 728             | 90              | 8.09            |
| 스카이스크래퍼                          |                 |                 |                 |
| 와이드 스카이스크래퍼 (Wide skyscraper) | 160             | 600             | 3.75            |
| 스카이스크래퍼                          | 120             | 600             | 5               |
| 절반 페이지 광고                        | 300             | 600             | 2               |

## 같이 보기
- 클릭당 지불
- 팝업 광고
- 디지털 디스플레이 광고
- 팝업창
- 디지털 마케팅
- 웹 애널리틱스